# Martina Fischer (Malerin)

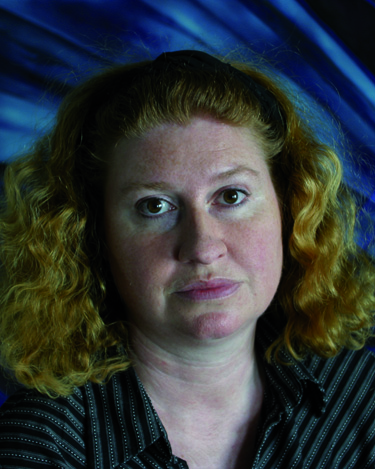
Martina Fischer

Martina Fischer (* 30. Juli 1967 in Mannheim) ist eine deutsche Malerin.

## Leben
Martina Fischer wuchs in Mannheim auf und kam schon früh in Kontakt mit dem Maler Walter Stallwitz. Sie studierte zunächst Kunstgeschichte und Musikwissenschaften an der Ruprecht-Karls-Universität in Heidelberg. Es folgten ein Studium an der Akademie der bildenden Künste Wien sowie längere Aufenthalte in New York, Buenos Aires, Shanghai, Tokio und Peking. Martina Fischer lebt und arbeitet zurzeit in Meersburg am Bodensee.

## Werk
Martina Fischers Arbeiten bewegen sich zwischen Abstraktion und Illusion, wobei immer wieder Strukturen aus der Natur Eingang in ihr Werk finden.

## Ausstellungen
- 2013/14: Kunstverein Konstanz (Gruppenausstellung)
- 2013. Covart Gallery Luxemburg (mit Edouard Hervé)
- 2011: Donec Capiam Studio Mailand (Gruppenausstellung)
- 2011: Massachusetts Museum of Contemporary Art, MASS MoCA, An Exchange with Sol LeWitt, New York/Massachusetts (Gruppenausstellung)
- 2009/2010: Kunstverein Konstanz (Gruppenausstellung)
- 2009: Théâtre des Capucins, Luxemburg (Gruppenausstellung)
- 2009: Galerie Ranalter, Innsbruck (Einzelausstellung)
- 2009: Toshina Art Galerie, Leipzig (Einzelausstellung)
- 2008: Galerie Bertrand Kass, Innsbruck (Gruppenausstellung)
- 2007: Galerie Village, Wien (Einzelausstellung)
- 2006: Galleria Antonio Battaglia, Mailand (Einzelausstellung)
- 2006: Kunstverein Konstanz (Gruppenausstellung)
- 2006: art bodensee, Dornbirn
- 2006: Turmgalerie, Imst (Gruppenausstellung)
- 2005: Kunstmesse Salzburg, Salzburg
- 2005: art bodensee, Dornbirn
- 2004: Caelum Gallery, New York (Einzelausstellung)
- 2004: Globe Institute Gallery, New York (Einzelausstellung)
- 2004: Art Innsbruck, Innsbruck
- 2003: Galerie Storkower Bogen, Berlin (Einzelausstellung)
- 2003: Kunstverein Konstanz (Gruppenausstellung)
- 2002: Shed im Eisenwerk, Frauenfeld (Gruppenausstellung)
- 2002: SEB, Friedrichshafen (Einzelausstellung)
- 2001: Art Forum Plattform 3/3, Friedrichshafen (Einzelausstellung)